# روجر بلاندفورد
روجر بلاندفورد (بالإنجليزية: Roger Blandford)‏ (و. 1949 – م) هو عالم فلك، وعالم فيزياء فلكية، وأستاذ جامعي من المملكة المتحدة. هو عضوٌ في الجمعية الملكية، والأكاديمية الوطنية للعلوم، والأكاديمية الأمريكية للفنون والعلوم.

## التعليم
تعلم في كلية المجدلية.

## مناصب وهيئات
أدار معهد كاليفورنيا للتقنية.

## جوائز
حصل على جوائز منها:
- جائزة شو (2020). [6]
- جائزة كرافورد (2016)
- الميدالية الذهبية للجمعية الفلكية الملكية (2013)
- وسام إدينجتون (1999)
- جائزة دانيال هاينمان للفيزياء الفلكية (1998)
- جائزة هلين ب. وارنر لعلم الفلك (1982)
- زميل في الجمعية الملكية
- زمالة غوغنهايم.